# George Sanders
George Henry Sanders (San Petersburgo, 3 de julio de 1906-Castelldefels, España, 25 de abril de 1972), conocido como George Sanders, fue un actor, compositor y cantante británico nacido en Rusia, ganador de un Premio Óscar.

## Inicios
Sanders nació en San Petersburgo (Rusia), siendo sus padres de nacionalidad británica. En 1917, al iniciarse la Revolución bolchevique, cuando George tenía once años, la familia huyó del país volviendo al Reino Unido, donde, al igual que su hermano, acudió al Brighton College, en Brighton. Tras su graduación trabajó en una agencia de publicidad. La secretaria de la compañía, una aspirante a actriz llamada Greer Garson, le sugirió dedicarse a la actuación. Su hermano mayor Tom Conway también fue actor, y Sanders posteriormente le cedió el papel de "The Falcon", personaje literario central de una saga de películas.

## Carrera
Su debut cinematográfico británico tuvo lugar en 1934, y en 1936 hizo su primer papel en Estados Unidos, en la película Lloyd's of London. Su acento y delicadeza británicos, combinados con su aire amable, esnob y en cierto modo amenazante, fueron utilizados en el cine americano a lo largo de la siguiente década. Representó papeles secundarios en producciones de prestigio como Rebecca, en la que aguijoneaba a la siniestra Judith Anderson (Mrs Danvers), en su persecución a Joan Fontaine. También tuvo papeles protagonistas, aunque en filmes menores tales como Rage in Heaven (Alma en la sombra). Durante esos años también protagonizó series de películas basadas en los personajes The Falcon y Simon Templar (El Santo). Asimismo, fue Lord Henry Wotton en la versión filmada de la novela The Picture of Dorian Gray (El retrato de Dorian Gray). En 1947 coprotagonizó junto a Gene Tierney y Rex Harrison el filme The Ghost and Mrs. Muir.
Es en el año 1949 cuando protagoniza la película Black Jack (Jack el Negro) rodada íntegramente en Mallorca y en la que también intervienen Herbert Marshall y Agnes Moorehead. La dirigió Julien Duvivier y Alexander Salkind fue su coproductor. 
En 1950 tuvo su actuación más conocida y conseguida en el papel del frío crítico teatral Addison DeWitt en Eva al desnudo, ganando el Óscar al mejor actor de reparto por su interpretación.
En 1954 coprotagonizó con Ingrid Bergman Viaggio in Italia, de Roberto Rossellini, una de las películas fundamentales del cine moderno, que fue recibida por los críticos de Cahiers du Cinéma como «la primera película moderna».
En 1960 se trasladó a vivir a Europa y sus intervenciones fueron espaciándose cada vez más, siempre dentro de los personajes fríos y cínicos en los que había especializado.
En 1967 sufrió tres golpes importantes en su vida. Por un lado la muerte de su hermano, Tom Conway, con quien se había distanciado por culpa del alcoholismo de éste. Poco después el fallecimiento de su madre, y luego el de su tercera esposa, Benita Hume a causa de cáncer de huesos, con quien llevaba ocho años casado. Las pérdidas financieras sumadas a las tragedias continuadas lo llevaron a distanciarse del mundo y  más aún cuando comenzó a sufrir alzheimer, descubriendo por ejemplo que había olvidado a tocar el piano ( lo destrozó con un hacha). Tenía tanto miedo a perder su salud o de necesitar ayuda para vivir, que comenzó a caer más en la depresión y los pensamientos suicidas se le acumularon. Ninguno de los siete psiquiatras que vio a lo largo de su vida logró cambiar su destino.
George Sanders puso fin a su vida el 25 de abril de 1972 con barbitúricos en el hotel Rey Don Jaime de Castelldefels (Barcelona). El actor británico, que contaba 65 años, enfermo, solo y cansado de la vida se suicidó mediante la ingesta de cinco frascos de Nembutal y varios tragos de whisky, y dejó una nota en la que atribuía su acción al hastío, cuando en realidad era la depresión. De las tres notas que escribió, una decía:

Querido mundo: He vivido demasiado tiempo, prolongarlo sería un aburrimiento. Os dejo con vuestros conflictos, vuestra basura, y vuestra mierda fertilizante.

Su cuerpo fue incinerado. Según escribió su amigo David Niven en su autobiografía de 1975, ya en 1937 y con tan solo 30 años, Sanders le había confesado su intención de quitarse la vida cuando cumpliera 65 años con una sobredosis de barbitúricos. Cosa que cumplió.

## Televisión
Entró en el mundo de la televisión y fue responsable de la serie de éxito George Sanders Mystery Theatre. Sanders interpretó a un villano inglés de la alta sociedad en un episodio de 1965 de la serie The Man From U.N.C.L.E.. También fue Mr. Freeze en dos episodios de la serie de los años sesenta Batman.

## Canción
Sanders lanzó un disco titulado The George Sanders Touch: Songs for the Lovely Lady. Llegó a intervenir en el musical South Pacific, pero dejó el papel al poco tiempo, ante la responsabilidad de su interpretación. Puede oírse cantar a Sanders en Call Me Madam (Llámeme señora) y en El libro de la jungla.

## Matrimonios
En 1940 se casó con Susan Larson, pero se divorciaron en 1949. De 1949 a 1954 estuvo casado con la actriz húngara Zsa Zsa Gabor, de la cual se divorció. En 1959 se casó con la actriz Benita Hume, y permanecieron juntos hasta la muerte de ella en 1967. Finalmente, se casó con Magda Gabor, hermana de su segunda mujer, en un matrimonio que duró un año.
Durante este período completó su autobiografía, Memoirs of a Professional Cad (Memorias de un sinvergüenza profesional). También escribió una novela policíaca, Crime on my hands.

## Filmografía seleccionada
- Lloyd's of London (1936)
- The Man Who Could Work Miracles (El hombre que podía hacer milagros)  (1936)
- Things to Come (La vida futura, 1936)
- The Saint Strikes Back (1939)
- Confessions of a Nazi Spy (1939)
- The Saint in London (El Santo en Londres) (1939)
- Allegheny Uprising (1939)
- Foreign Correspondent (Enviado especial) (1940)
- Rebeca (1940)
- The Son of Monte Cristo (El hijo de Montecristo) (1940)
- The Saint in Palm Spring (1941). Dirigida por Jack Hively
- Rage in Heaven (Alma en la sombra) (1941)
- Man hunt (El hombre atrapado) (1941)
- The Gay Falcon (1941)
- Tales of Manhattan (Seis destinos, 1942)
- The Falcon's Brother (1942)
- The Black Swan (El cisne negro) (1942)
- This Land Is Mine (1943)
- The Lodger (El inquilino) (1944)
- Hangover Square (1945)
- The Picture of Dorian Gray (El retrato de Dorian Gray) (1945)
- The Strange Woman (Extraña mujer) (1946)
- The Ghost and Mrs. Muir (El fantasma y la Sra. Muir) (1947)
- Forever Amber (Ambiciosa) (1947)
- The private affairs of Bel Ami (La vida privada de Bel Ami) (1947)
- Sansón y Dalila (1949)
- Black Jack (Jack el Negro) (1949)
- Eva al desnudo (1950)
- Ivanhoe  (1952)
- Destino: Budapest (1952)
- Call Me Madam (Llámeme señora) (1953)
- Witness to Morder (El único testigo) (1954)
- Viaggio in Italia (1954)
- Los contrabandistas de Moonfleet (1955)
- Mientras Nueva York duerme (1956)
- Death of a Scoundrel (Amores de un impostor) (1956)
- Never Say Goodbye (Hoy como ayer) (1956)
- Women in Love (1958)
- Salomón y la reina de Saba (1959)
- A Touch of Larceny (1959)
- Village of the Damned (1960)
- The last voyage (1960)
- The Rebel (El ladrón de éxitos) (1961)
- Five Golden Hours (1961)
- Operation Snatch (1962)
- In Search of the Castaways (Los hijos del Capitán Grant) (1962)
- A Shot in the Dark (El nuevo caso del inspector Clouseau en España, Un disparo en las sombras en Uruguay) (1964)
- The Quiller Memorandum (Conspiración en Berlín) (1966)
- Warning Shot (Homicidio justificado) (1967)
- The Jungle Book (El libro de la selva) (1967) (Voz)
- Good Times (1967)
- The Kremlin Letter (La carta del Kremlin) (1970)
- Endless Night (Noche sin fin) (1971)
- Doomwatch (Holocausto radiactivo) (1972)

## Premios y distinciones
Premios Óscar
| Año  | Categoría              | Película       | Resultado |
| ---- | ---------------------- | -------------- | --------- |
| 1951 | Mejor actor de reparto | Eva al desnudo | Ganador   |